# Ivan Buljan
Ivan Buljan (Runovići, 11 de dezembro de 1949) é um ex-futebolista profissional bósnio, que atuava como defensor.

## Carreira
Ivan Buljan fez parte do elenco da Seleção Iugoslava de Futebol da Copa do Mundo de 1974. 